# Gran Premio di superbike d'Aragona 2015
Il Gran Premio di superbike d'Aragona 2015 è stato la terza prova del mondiale superbike del 2015, nello stesso fine settimana si è corso il terzo gran premio stagionale del mondiale supersport del 2015.
Le gare valevoli per il mondiale Superbike vengono vinte da: Jonathan Rea (gara 1) e Chaz Davies (gara 2). Come già accaduto nei due precedenti GP di questa stagione, la pole position, i giri veloci ed i piazzamenti a podio di entrambe le gare sono ad appannaggio di piloti di nazionalità britannica. Nel mondiale Supersport è il pilota turco Kenan Sofuoğlu ad ottenere il primo posto in gara.

## Superbike

### Gara 1
Fonte
Jonathan Rea del team Kawasaki Racing vince gara 1, battendo in volata per soli 51 millesimi il connazionale Chaz Davies, quest'ultimo alla guida di una Ducati Panigale R del team Aruba.it Racing-Ducati SBK. Chiude il podio Tom Sykes, terzo con moto e squadra identici al vincitore Rea. Si conferma per la quinta volta consecutiva nelle cinque gare corse fino a questa, un podio tutto composto da piloti di nazionalità britannica.
Per Rea si tratta della quarta vittoria personale in questa stagione agonistica, diciannovesima della sua carriera nel mondiale Superbike.
Sesto posto in questa gara per Javier Forés, che prende parte a questo GP quale sostituto dell'infortunato Davide Giugliano, mentre il team BMW Motorrad Italia ingaggia Ayrton Badovini, il pilota italiano prende il posto che nei due GP precedenti a questo era di Sylvain Barrier.

#### Arrivati al traguardo
| Pos. | Nº  | Pilota             | Squadra                          | Motocicletta      | Giri | Tempo     | Griglia | Punti |
| ---- | --- | ------------------ | -------------------------------- | ----------------- | ---- | --------- | ------- | ----- |
| 1º   | 65  | Jonathan Rea       | Kawasaki Racing                  | Kawasaki ZX-10R   | 18   | 33:36.937 | 4º      | 25    |
| 2º   | 7   | Chaz Davies        | Aruba.it Racing-Ducati SBK       | Ducati Panigale R | 18   | +0.051    | 2º      | 20    |
| 3º   | 66  | Tom Sykes          | Kawasaki Racing                  | Kawasaki ZX-10R   | 18   | +4.977    | 3º      | 16    |
| 4º   | 91  | Leon Haslam        | Aprilia Racing Team - Red Devils | Aprilia RSV4 RF   | 18   | +15.088   | 1º      | 13    |
| 5º   | 81  | Jordi Torres       | Aprilia Racing Team - Red Devils | Aprilia RSV4 RF   | 18   | +15.290   | 7º      | 11    |
| 6º   | 112 | Javier Forés       | Aruba.it Racing-Ducati SBK       | Ducati Panigale R | 18   | +16.655   | 5º      | 10    |
| 7º   | 18  | Nicolás Terol      | Althea Racing                    | Ducati Panigale R | 18   | +17.365   | 9º      | 9     |
| 8º   | 36  | Leandro Mercado    | Barni Racing                     | Ducati Panigale R | 18   | +25.527   | 10º     | 8     |
| 9º   | 1   | Sylvain Guintoli   | Pata Honda                       | Honda CBR1000RR   | 18   | +31.464   | 14º     | 7     |
| 10º  | 2   | Leon Camier        | MV Agusta Reparto Corse          | MV Agusta 1000 F4 | 18   | +43.013   | 15º     | 6     |
| 11º  | 51  | Santiago Barragán  | Grillini SBK                     | Kawasaki ZX-10R   | 18   | +43.627   | 20º     | 5     |
| 12º  | 15  | Matteo Baiocco     | Althea Racing                    | Ducati Panigale R | 18   | +44.893   | 13º     | 4     |
| 13º  | 40  | Román Ramos        | Team Go Eleven                   | Kawasaki ZX-10R   | 18   | +47.663   | 18º     | 3     |
| 14º  | 23  | Christophe Ponsson | Grillini SBK                     | Kawasaki ZX-10R   | 18   | +1:11.843 | 17º     | 2     |
| 15º  | 59  | Niccolò Canepa     | Hero EBR                         | EBR 1190 RX       | 18   | +1:15.919 | 16º     | 1     |
| 16º  | 90  | Javier Alviz       | Team Pedercini                   | Kawasaki ZX-10R   | 18   | +1:20.816 | 21º     |       |
| 17º  | 72  | Larry Pegram       | Hero EBR                         | EBR 1190 RX       | 18   | +1:22.279 | 22º     |       |
| 18º  | 10  | Imre Tóth          | BMW Team Toth                    | BMW S1000 RR      | 17   | +1 giro   | 23º     |       |
| 19º  | 75  | Gábor Rizmayer     | BMW Team Toth                    | BMW S1000 RR      | 17   | +1 giro   | 24º     |       |

#### Non classificato
| Nº | Pilota     | Squadra                 | Motocicletta     | Giri | Griglia |
| -- | ---------- | ----------------------- | ---------------- | ---- | ------- |
| 22 | Alex Lowes | Voltcom Crescent Suzuki | Suzuki GSX-R1000 | 13   | 8º      |

#### Ritirati
| Nº | Pilota               | Squadra                 | Motocicletta       | Giri | Griglia |
| -- | -------------------- | ----------------------- | ------------------ | ---- | ------- |
| 86 | Ayrton Badovini      | BMW Motorrad Italia     | BMW S1000 RR       | 16   | 6º      |
| 60 | Michael van der Mark | Pata Honda              | Honda CBR1000RR SP | 9    | 11º     |
| 14 | Randy de Puniet      | Voltcom Crescent Suzuki | Suzuki GSX-R1000   | 7    | 19º     |
| 44 | David Salom          | Team Pedercini          | Kawasaki ZX-10R    | 6    | 12º     |

### Gara 2
Fonte
Chaz Davies del team Aruba.it Racing-Ducati SBK vince gara 2, realizzando la prima storica vittoria nel mondiale Superbike per una Ducati Panigale R, riportando inoltre una motocicletta Ducati alla vittoria in questo campionato, successo che mancava alla casa italiana dal GP di Magny-Cours del 2012, quando fu Sylvain Guintoli con la Ducati 1098R a tagliare per primo il traguardo della prima gara. Davies ottiene in questo modo la sua quinta affermazione personale in carriera nel mondiale Superbike, prima da pilota Ducati, il britannico non vinceva una gara dal GP del Nürburgring del 2013, quando vinse gara 2 con la BMW S1000 RR.
Salgono sul podio insieme al vincitore, Jonathan Rea e Leon Haslam, confermando la preminenza dei piloti di nazionalità britannica, che fino a questo momento della stagione hanno occupato tutte le posizioni del podio in tutti i GP.
Nella classifica generale, Rea rafforza la posizione di leader salendo a quota 140 punti, seguito da Haslam a 114, Davies terzo a 83, con Tom Sykes, caduto al quinto giro in questa gara, a 66 punti.

#### Arrivati al traguardo
| Pos. | Nº  | Pilota               | Squadra                          | Motocicletta       | Giri | Tempo     | Griglia | Punti |
| ---- | --- | -------------------- | -------------------------------- | ------------------ | ---- | --------- | ------- | ----- |
| 1º   | 7   | Chaz Davies          | Aruba.it Racing-Ducati SBK       | Ducati Panigale R  | 18   | 33:34.669 | 2º      | 25    |
| 2º   | 65  | Jonathan Rea         | Kawasaki Racing                  | Kawasaki ZX-10R    | 18   | +3.190    | 4º      | 20    |
| 3º   | 91  | Leon Haslam          | Aprilia Racing Team - Red Devils | Aprilia RSV4 RF    | 18   | +3.712    | 1º      | 16    |
| 4º   | 81  | Jordi Torres         | Aprilia Racing Team - Red Devils | Aprilia RSV4 RF    | 18   | +14.216   | 7º      | 13    |
| 5º   | 112 | Javier Forés         | Aruba.it Racing-Ducati SBK       | Ducati Panigale R  | 18   | +20.524   | 5º      | 11    |
| 6º   | 44  | David Salom          | Team Pedercini                   | Kawasaki ZX-10R    | 18   | +25.878   | 12º     | 10    |
| 7º   | 36  | Leandro Mercado      | Barni Racing                     | Ducati Panigale R  | 18   | +25.939   | 10º     | 9     |
| 8º   | 60  | Michael van der Mark | Pata Honda                       | Honda CBR1000RR SP | 18   | +26.075   | 11º     | 8     |
| 9º   | 86  | Ayrton Badovini      | BMW Motorrad Italia              | BMW S1000 RR       | 18   | +27.253   | 6º      | 7     |
| 10º  | 18  | Nicolás Terol        | Althea Racing                    | Ducati Panigale R  | 18   | +28.666   | 9º      | 6     |
| 11º  | 15  | Matteo Baiocco       | Althea Racing                    | Ducati Panigale R  | 18   | +41.038   | 13º     | 5     |
| 12º  | 40  | Román Ramos          | Team Go Eleven                   | Kawasaki ZX-10R    | 18   | +41.983   | 18º     | 4     |
| 13º  | 14  | Randy de Puniet      | Voltcom Crescent Suzuki          | Suzuki GSX-R1000   | 18   | +42.961   | 19º     | 3     |
| 14º  | 22  | Alex Lowes           | Voltcom Crescent Suzuki          | Suzuki GSX-R1000   | 18   | +43.057   | 8º      | 2     |
| 15º  | 2   | Leon Camier          | MV Agusta Reparto Corse          | MV Agusta 1000 F4  | 18   | +43.375   | 15º     | 1     |
| 16º  | 23  | Christophe Ponsson   | Grillini SBK                     | Kawasaki ZX-10R    | 18   | +59.139   | 17º     |       |
| 17º  | 51  | Santiago Barragán    | Grillini SBK                     | Kawasaki ZX-10R    | 18   | +59.296   | 20º     |       |
| 18º  | 59  | Niccolò Canepa       | Hero EBR                         | EBR 1190 RX        | 18   | +1:16.004 | 16º     |       |
| 19º  | 72  | Larry Pegram         | Hero EBR                         | EBR 1190 RX        | 18   | +1:33.714 | 22º     |       |
| 20º  | 10  | Imre Tóth            | BMW Team Toth                    | BMW S1000 RR       | 17   | +1 giro   | 23º     |       |

#### Ritirati
| Nº | Pilota           | Squadra         | Motocicletta       | Giri | Griglia |
| -- | ---------------- | --------------- | ------------------ | ---- | ------- |
| 90 | Javier Alviz     | Team Pedercini  | Kawasaki ZX-10R    | 7    | 21º     |
| 1  | Sylvain Guintoli | Pata Honda      | Honda CBR1000RR SP | 5    | 14º     |
| 66 | Tom Sykes        | Kawasaki Racing | Kawasaki ZX-10R    | 4    | 3º      |

#### Non partito
| Nº | Pilota         | Squadra       | Motocicletta | Griglia |
| -- | -------------- | ------------- | ------------ | ------- |
| 75 | Gábor Rizmayer | BMW Team Toth | BMW S1000 RR | 24º     |

## Supersport
Fonte
Kenan Sofuoğlu con la Kawasaki ZX-6R del team Kawasaki Puccetti Racing vince la gara, tornado in questo modo al successo in questo campionato, che mancava al pilota turco da quando vinse questo stesso GP lo scorso anno. Sofuoğlu, tre volte iridato della categoria, porta a 28 le vittorie totali della sua carriera nel mondiale Supersport. Completano il podio, Patrick Jacobsen del team Kawasaki Intermoto Ponyexpres secondo, con Kyle Smith terzo con la Honda CBR600RR del team Pata Honda. Per il pilota britannico Smith si tratta del suo primo podio in carriera nel mondiale Supersport.
Ritirati Jules Cluzel (per problemi tecnici sulla sua MV Agusta F3 675, quando era in lotta per la vittoria con Sofuoğlu) ed anche Ratthapark Wilairot (il thaialandese era a capo della classifica di campionato prima di questo GP), nella graduatoria generale prende il comando Sofuoğlu con 55 punti, secondo Jacobsen con 42, terzo Wilairot con 36.

### Arrivati al traguardo
| Pos. | Nº  | Pilota             | Squadra                       | Motocicletta     | Giri | Tempo     | Griglia | Punti |
| ---- | --- | ------------------ | ----------------------------- | ---------------- | ---- | --------- | ------- | ----- |
| 1º   | 54  | Kenan Sofuoğlu     | Kawasaki Puccetti Racing      | Kawasaki ZX-6R   | 16   | 30:47.195 | 2º      | 25    |
| 2º   | 99  | Patrick Jacobsen   | Kawasaki Intermoto Ponyexpres | Kawasaki ZX-6R   | 16   | +3.224    | 3º      | 20    |
| 3º   | 111 | Kyle Smith         | Pata Honda                    | Honda CBR600RR   | 16   | +5.695    | 4º      | 16    |
| 4º   | 4   | Gino Rea           | CIA Landlords Insurance Honda | Honda CBR600RR   | 16   | +11.281   | 7º      | 13    |
| 5º   | 87  | Lorenzo Zanetti    | MV Agusta Reparto Corse       | MV Agusta F3 675 | 16   | +11.334   | 6º      | 11    |
| 6º   | 25  | Alex Baldolini     | Race Department ATK#25        | MV Agusta F3 675 | 16   | +16.639   | 17º     | 10    |
| 7º   | 61  | Fabio Menghi       | VFT Racing                    | Yamaha YZF R6    | 16   | +17.010   | 10º     | 9     |
| 8º   | 6   | Dominic Schmitter  | Team Go Eleven                | Kawasaki ZX-6R   | 16   | +18.801   | 11º     | 8     |
| 9º   | 11  | Christian Gamarino | Team Go Eleven                | Kawasaki ZX-6R   | 16   | +24.178   | 14º     | 7     |
| 10º  | 44  | Roberto Rolfo      | Team Lorini                   | Honda CBR600RR   | 16   | +24.655   | 13º     | 6     |
| 11º  | 84  | Riccardo Russo     | CIA Landlords Insurance Honda | Honda CBR600RR   | 16   | +24.735   | 16º     | 5     |
| 12º  | 19  | Kevin Wahr         | SMS Racing                    | Honda CBR600RR   | 16   | +25.379   | 15º     | 4     |
| 13º  | 161 | Alexey Ivanov      | DMC Racing                    | Yamaha YZF R6    | 16   | +44.591   | 18º     | 3     |
| 14º  | 24  | Marcos Ramírez     | Autos Arroyo Pastrana         | Yamaha YZF R6    | 16   | +44.670   | 20º     | 2     |
| 15º  | 69  | Luigi Morciano     | Team Lorini                   | Honda CBR600RR   | 16   | +55.579   | 23º     | 1     |
| 16º  | 74  | Kieran Clarke      | CIA Landlords Insurance Honda | Honda CBR600RR   | 16   | +55.771   | 22º     |       |
| 17º  | 10  | Nacho Calero       | Orelac Racing                 | Honda CBR600RR   | 16   | +56.061   | 21º     |       |
| 18º  | 68  | Glenn Scott        | AARK Racing                   | Honda CBR600RR   | 16   | +1:00.312 | 19º     |       |
| 19º  | 42  | Jorge Arroyo       | Autos Arroyo Pastrana         | Yamaha YZF R6    | 16   | +1:18.392 | 24º     |       |
| 20º  | 34  | Ezequiel Iturrioz  | CATBIKE/exit                  | Kawasaki ZX-6R   | 16   | +1:29.629 | 25º     |       |

### Ritirati
| Nº | Pilota              | Squadra                       | Motocicletta     | Giri | Griglia |
| -- | ------------------- | ----------------------------- | ---------------- | ---- | ------- |
| 16 | Jules Cluzel        | MV Agusta Reparto Corse       | MV Agusta F3 675 | 10   | 1º      |
| 36 | Martín Cárdenas     | CIA Landlords Insurance Honda | Honda CBR600RR   | 7    | 12º     |
| 14 | Lucas Mahias        | Kawasaki Intermoto Ponyexpres | Kawasaki ZX-6R   | 5    | 5º      |
| 5  | Marco Faccani       | San Carlo Puccetti Racing     | Kawasaki ZX-6R   | 4    | 9º      |
| 9  | Ratthapark Wilairot | CORE'' Motorsport Thailand    | Honda CBR600RR   | 4    | 8º      |